# Карашилік (Уаліхановський район)
Карашилі́к (каз. Қарашілік) — село у складі Уаліхановського району Північноказахстанської області Казахстану. Входить до складу Акбулацького сільського округу, раніше було у складі ліквідованої Сілетинської сільської ради.
Населення — 145 осіб (2021; 207 у 2009, 391 у 1999, 682 у 1989).
Національний склад станом на 1989 рік:
- казахи — 78 %.

Колишня назва — Отділення № 2 совхоза Молода Гвардія.